# Mercedes-AMG

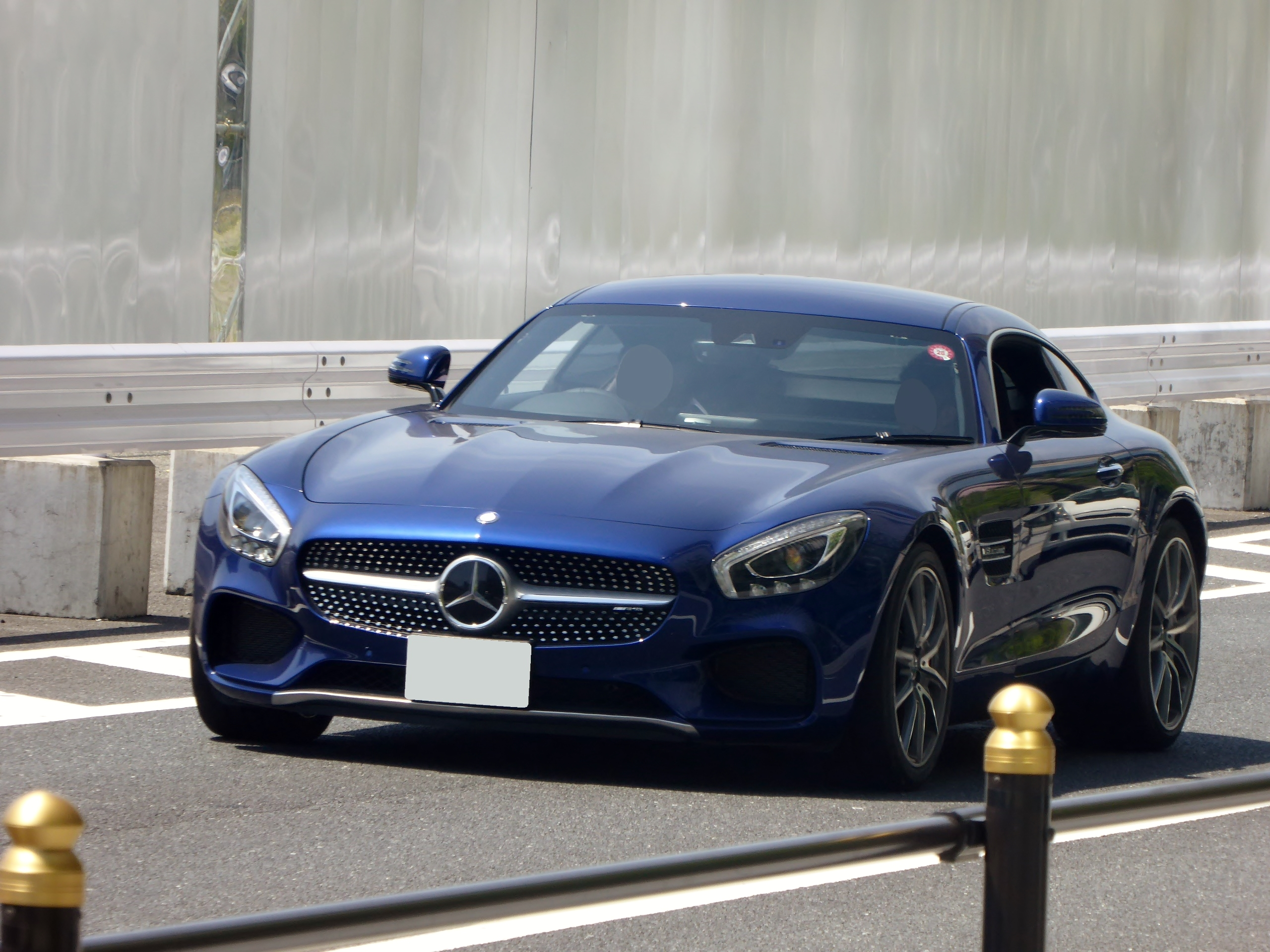
Mercedes-AMG GT

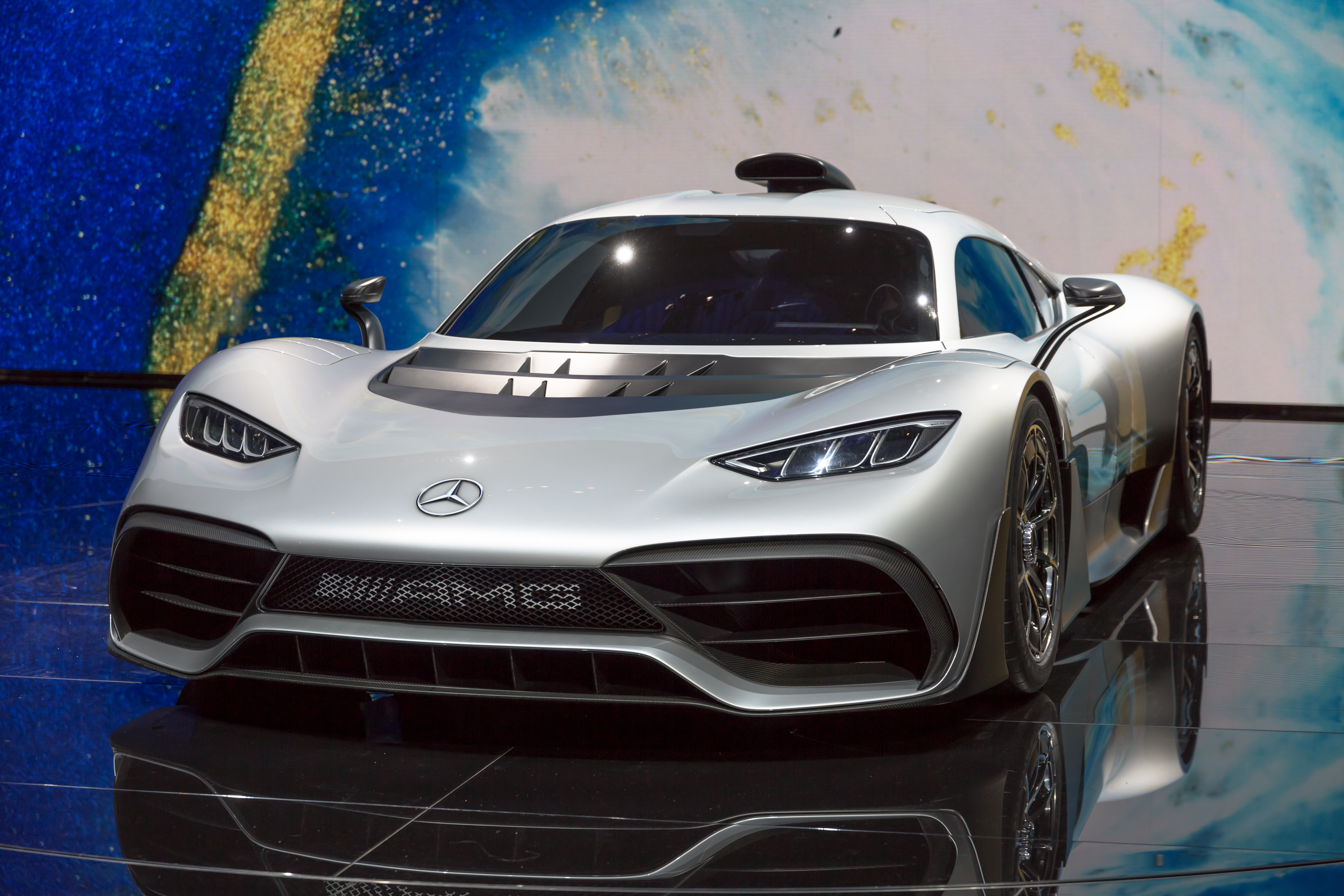
Mercedes-AMG Project One

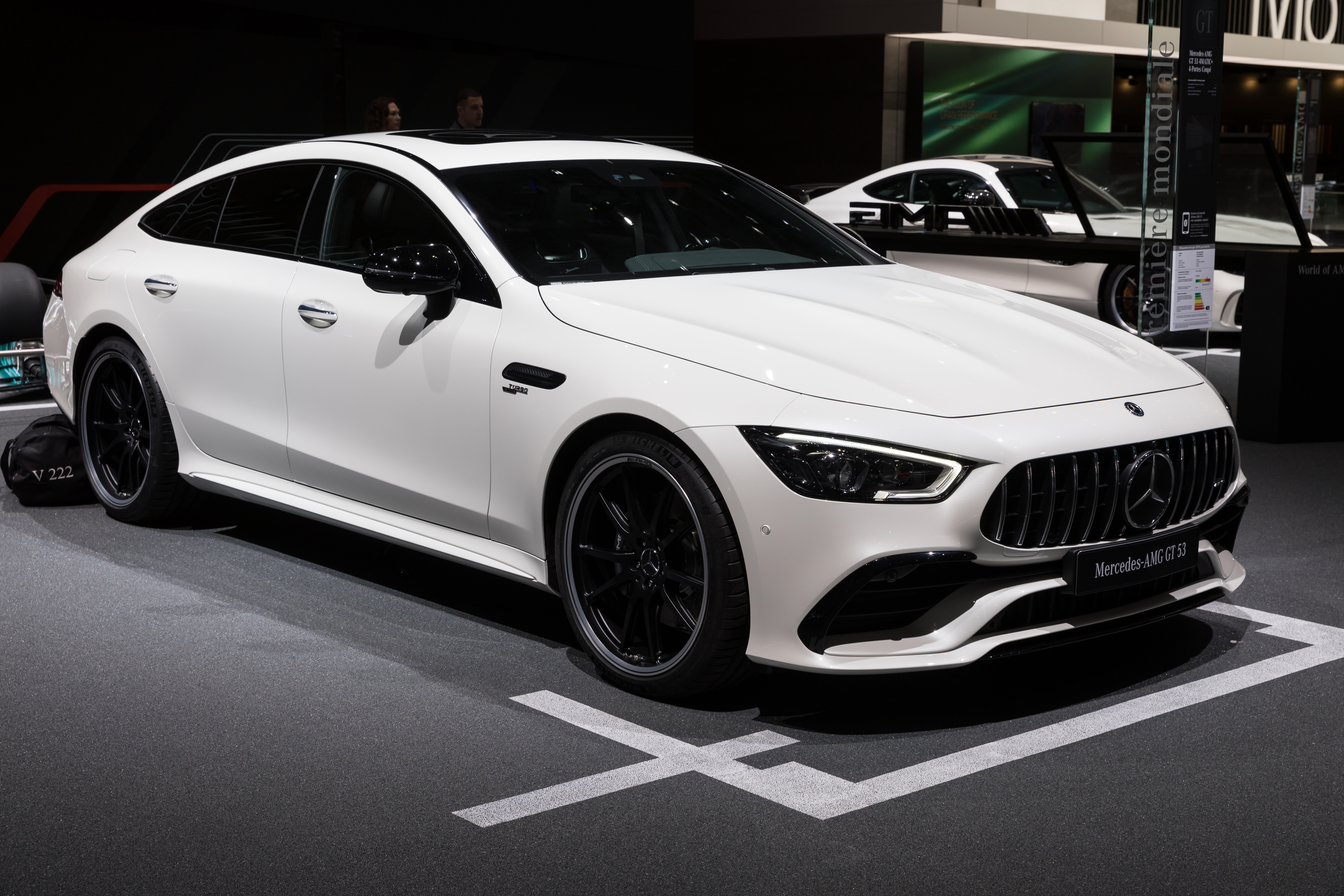
Mercedes-AMG GT 4

Mercedes-AMG GmbH (зазвичай зване просто AMG) — підрозділ Мерседес-Бенц з доведення (тюнінгу) серійних машин, а також представленню інтересів Мерседес в автоспорті. Таким чином (на відміну від Brabus, Carlsson або Kicherer), AMG є єдиним «офіційним» тюнінговим ательє Mercedes-Benz.
Назва AMG — абревіатура: A і M відповідно перші літери прізвищ Ауфрехт і Мельхер, третя ж буква G — від міста Großaspach під Штутгартом, в якому народився Ханс-Вернер Ауфрехт.

## Історія
Підприємство було засноване в 1967 році колишніми інженерами Мерседес-Бенц Хансом-Вернером Ауфрехтом і Ерхардом Мельхер (перші літери їх прізвищ та утворили назву нової компанії). Основною метою була доводка серійних машин Мерседес-Бенц. База розташовувалася в Аспах, поблизу Штутгарта. Пізніше Мельхер перейшов в «Підрозділ гоночних моторів» в Аффальтербах, що став ще одним підрозділом AMG.
Головним конкурентом нової компанії була фірма Brabus з Ботропа, що також спеціалізувалася на доведенні машин Мерседес.
У 1999 51 % акцій фірми було придбано концерном DaimlerChrysler, а її назву змінено на Mercedes-AMG. 1 січня 2005 року фірма повністю перейшла у власність Мерседес.
31 жовтня 2014 було повідомлено про придбання Mercedes-AMG 25 % акцій легендарної італійської компанії-виробника мотоциклів MV Agusta. Сума угоди не розголошувалась, але було повідомлено, що Mercedes-AMG отримала одне місце у раді директорів італійського бренду.

## AMG в автоспорті
В кінці 1960-х початку 1970-х AMG виставляла в гонки Mercedes-Benz 300SEL-6,3 седан з великим розточеним V8 об'ємом 6,8 літра, який вражав своєю потужністю — понад 400 к.с. — і ревом, за що отримав прізвисько «Червона свиня». Через свою велику масу автомобіль мав проблеми з шинами, так само як потребував частої дозаправки. Однак в 1971 році він виграв 24 години Спа, а пізніше і Європейський кузовний чемпіонат (ETCC).
Його змінив Mercedes-Benz 450SLC-5,0 серії R107 з «вісімкою» меншого розміру — 5,0 літрів, який, тим не менш, залишався одним з найбільш потужних і ненажерливих автомобілів в гонках, однак теж записав на свій рахунок чимало перемог, як в кільцевих гонках, так і в ралі.
Коли на початку 1980-х в лінійці Мерседес з'явилася нова компактна модель 190Е, її теж треба було представити в автоспорті. Спеціально підготовлена за вимогами Групи А серія стартувала в першій гонці на новому кільці Гран-Прі в Нюрбургрингу в 1984 р. Ту гонку виграв молодий гонщик Айртон Сенна. У 1986 р. Мерседес приходить у новий німецький чемпіонат DPM, який міняє свою назву на DTM, але AMG дебютує лише в 1988 р. Однак нова машина, 190Е 2,3-16 далеко не відразу почала перемагати. Лише в 1992 р. перейшовий з Форда Клаус Людвіг приніс чемпіонський титул Мерседесу.
Затримка з дебютом нової машини Класу 1 залишила титул 1993 р. в руках італійців з Alfa Romeo, але дебютувала в сезоні 1994 р. нова машина Mercedes-Benz C-Класу відразу ж дозволила Людвігу взяти третій титул в ДТМ, а після його відходу в наступному році перемогу в ДТМ і ITC святкував Бернд Шнайдер.
Після припинення ДТМ AMG спішно (всього за 124 дні) будує для чемпіонату FIA GT нову машину — Mercedes-Benz CLK-GTR, яку допускають до гонок, незважаючи на відсутність омологаційної партії в 25 машин, які AMG обіцяла представити пізніше. Нова машина з 12-циліндровим двигуном відразу ж почала перемагати, вигравши титул проти заводських Porsche Carrera GT1 і приватних BMW-McLaren. На наступний рік чемпіонат знову залишився за Мерседес, але домінування однієї марки призвело до відмови від участі приватних команд в старшому класі GT, який був скасований на наступний рік. Однак у гонці 24 години Ле-Мана «еволюційна» версія з 8-циліндровим мотором зазнала невдачі проти Porsche Carrera GT1-98, вже на початку гонки, через поломку паливного насоса — позначилася поспішність у розробці.

## Моделі

### 55

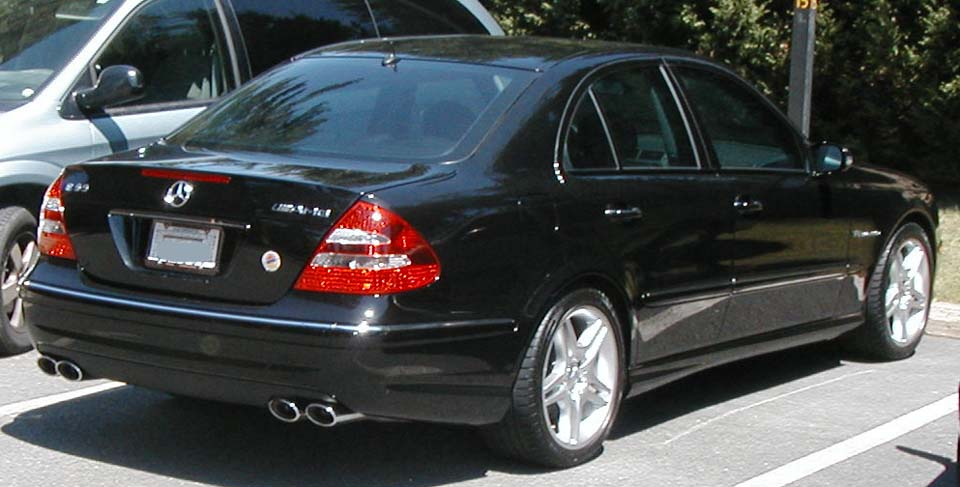
W211 E55 AMG

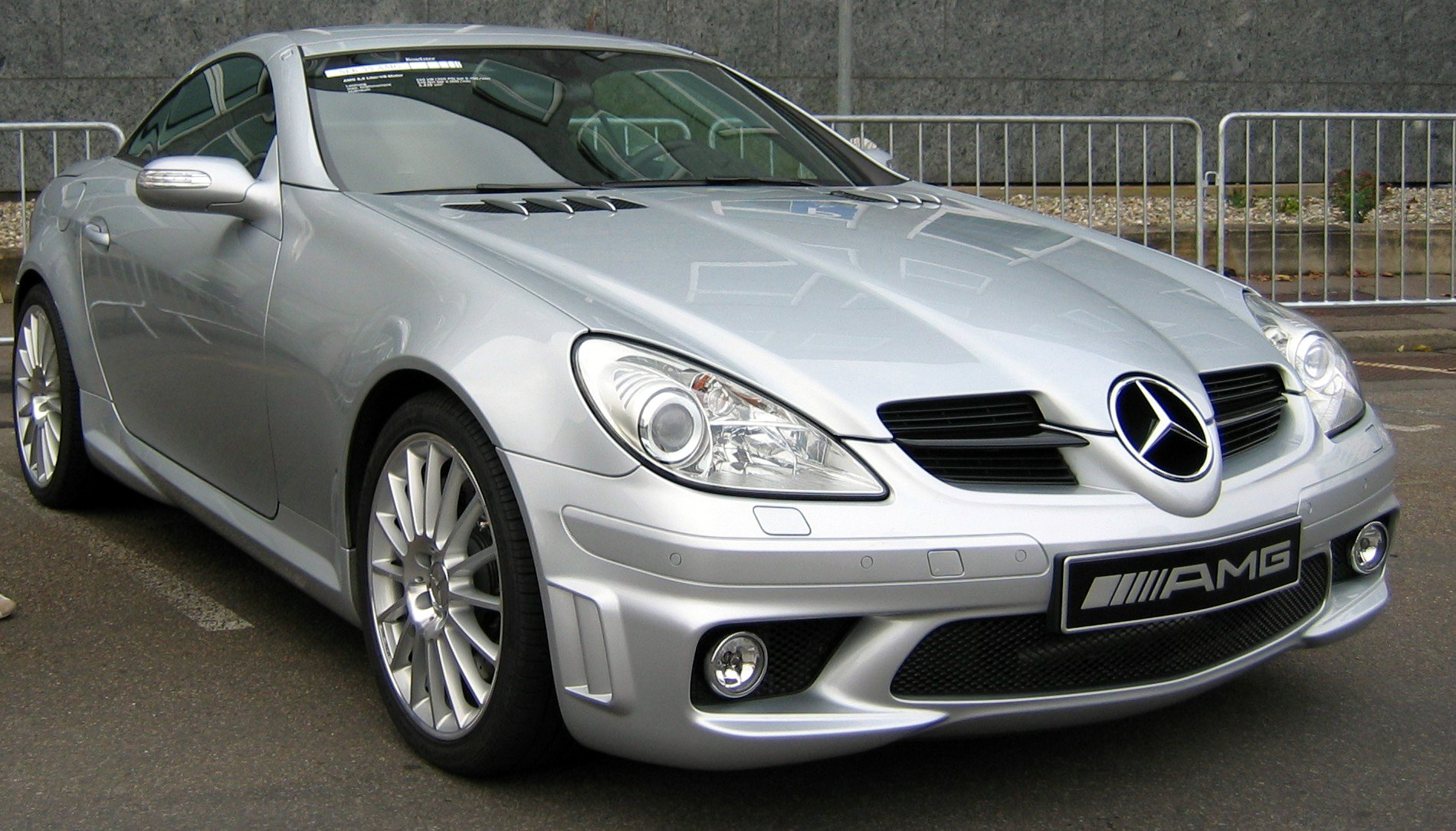
Mercedes SLK 55 AMG (R171)

Моделі 2009 року:
- M113 Моделі 5.4 L «55» V8
  - SLK55 AMG
  - G55 AMG

#### Попередні моделі 55 AMG

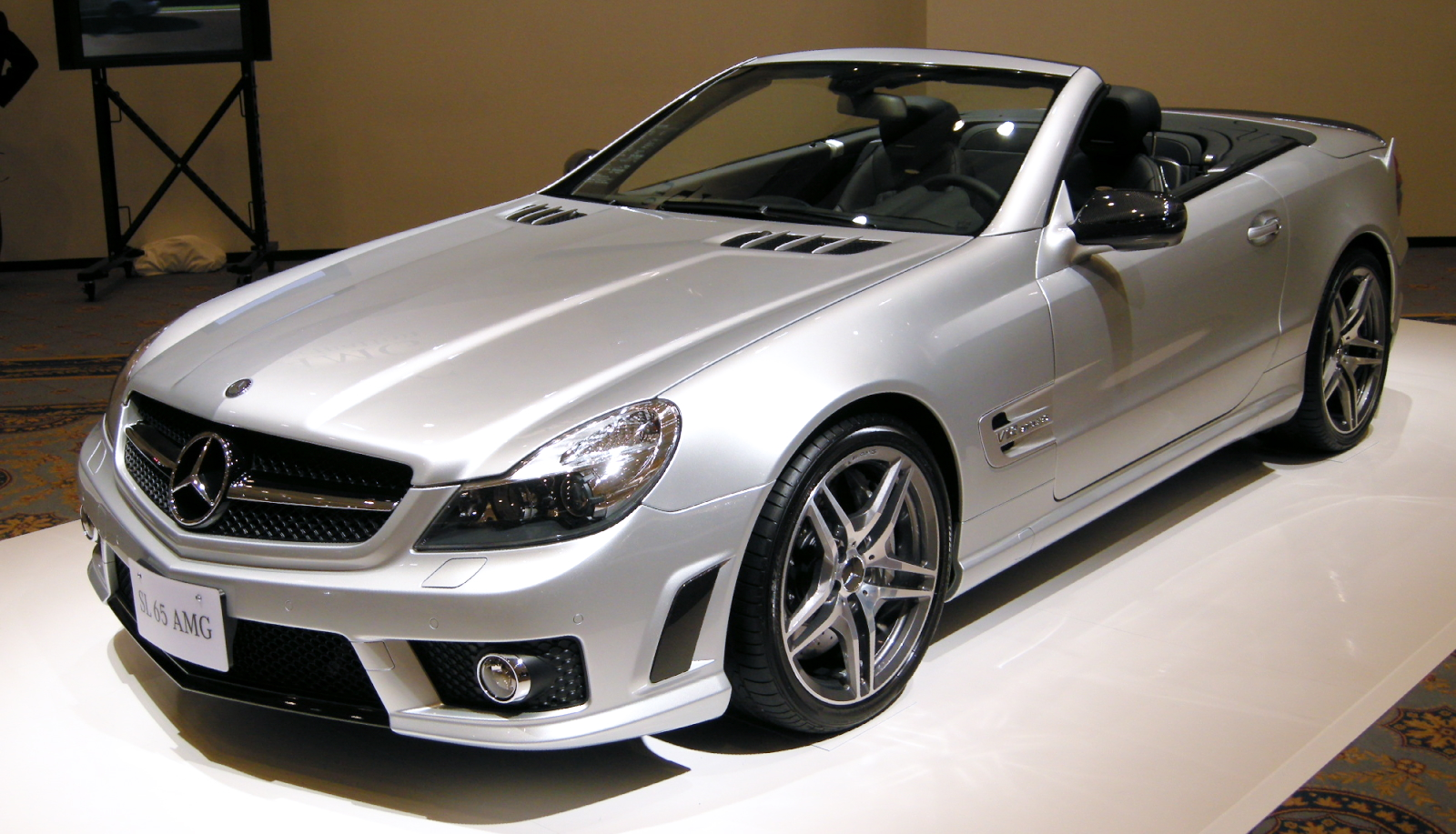
Mercedes-Benz SL65 AMG

- 1998—2001 SL55 AMG
- 1999—2002 E55 AMG
- 2000—2003 ML55 AMG
- 2001—2002 CLK55 AMG
- 2003—2006 CLK55 AMG
- 2001—2008 SL55 AMG
- 2001—2006 S55 AMG
- 2001—2006 CL55 AMG

### 63

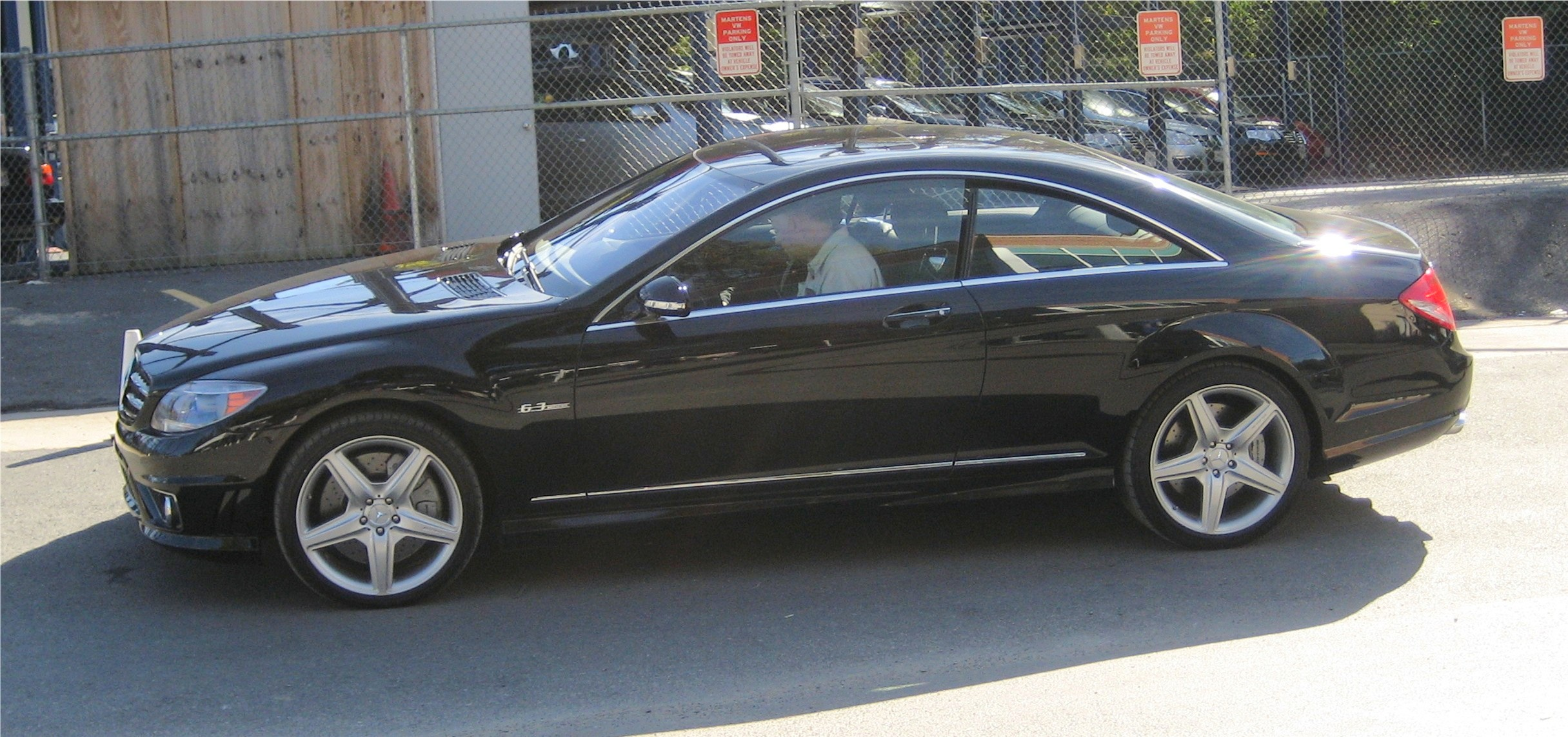
2008 Mercedes-Benz CL63 AMG

- M156 Моделі 6.2 L «6.3» V8
  - 2007 S63 AMG
  - 2007 ML63 AMG
  - 2007 [[Mercedes-Benz

```
R-Клас|R63 AMG]]
```

- - 2007 CLK63 AMG
  - 2007 CLS63 AMG
  - 2008 C63 AMG
  - 2007 E63 AMG
  - 2008 CL63 AMG
  - 2009 SL63 AMG

### 65
- 6.0L 612 PS (604 hp/450 kW) BiTurbo V12
  - 2005—2006 S65 AMG
  - 2005—2006 CL65 AMG
  - 2006 S65 AMG
  - 2006 CL65 AMG

### DTM Coupe/Cabrio
- CLK DTM AMG

### Black Series
- CLK63 AMG Black Series
- SLK55 AMG Black Series
- SL65 AMG Black Series

## Актуальні моделі AMG

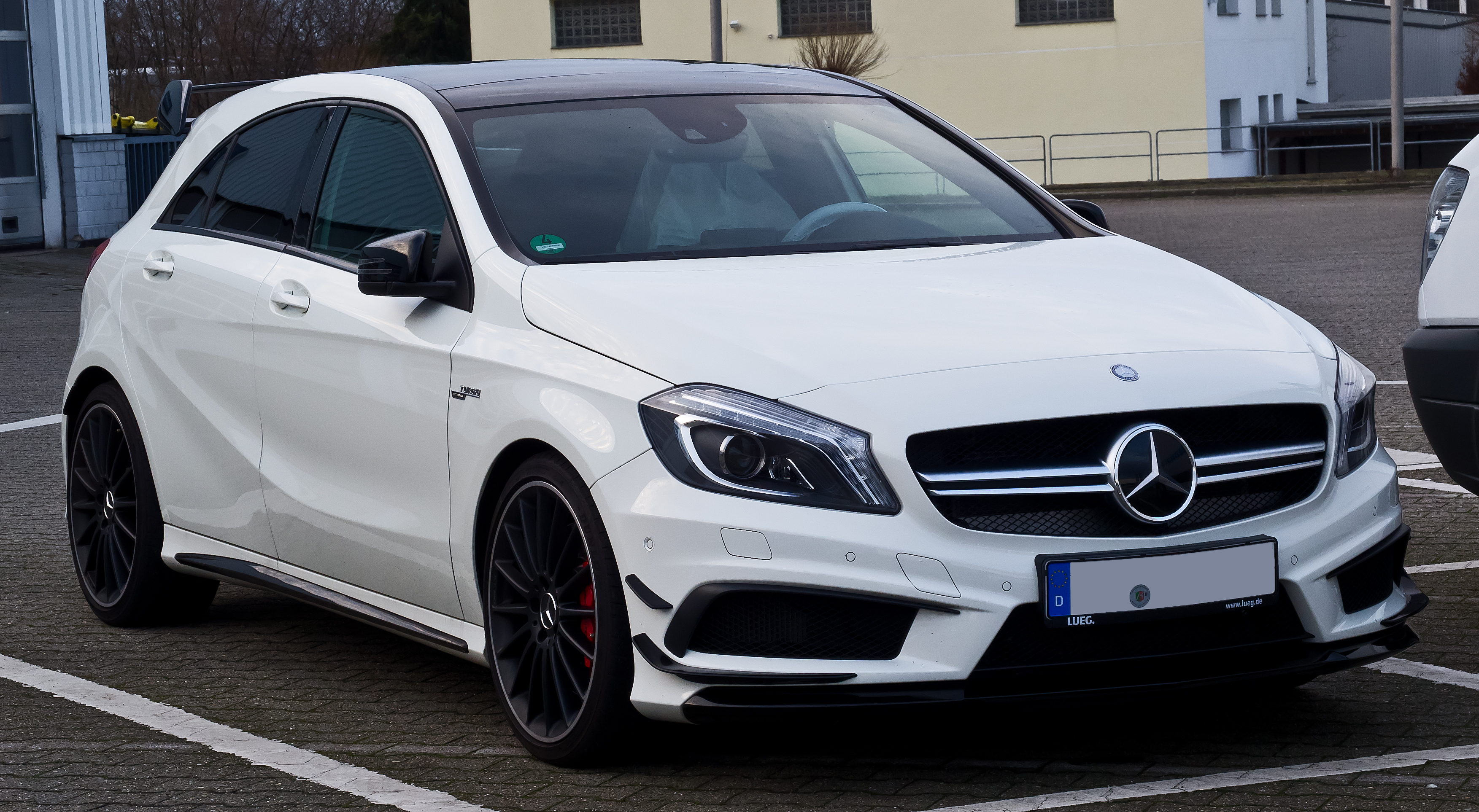
A 45 AMG (W 176)
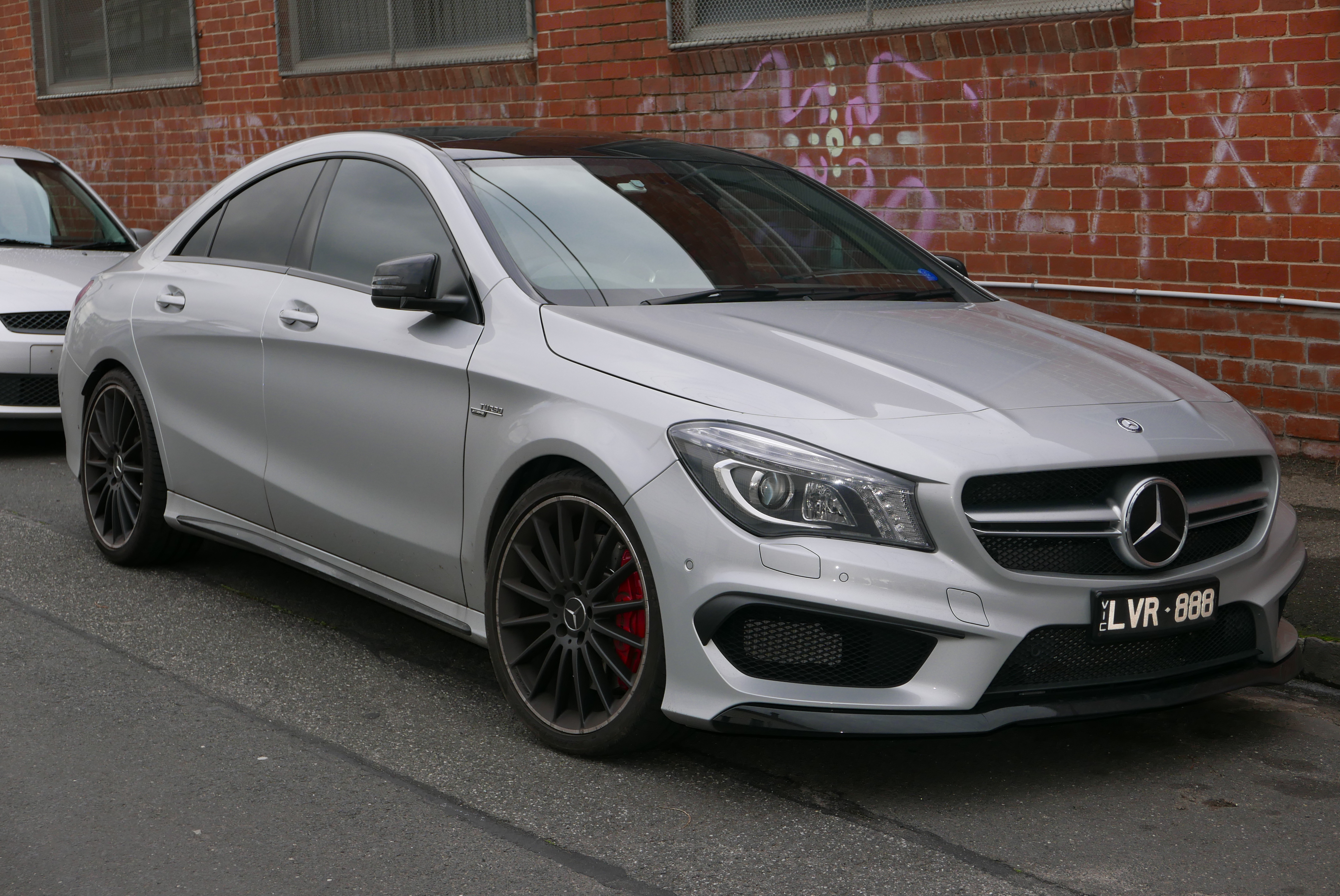
CLA 45 AMG (C 117)
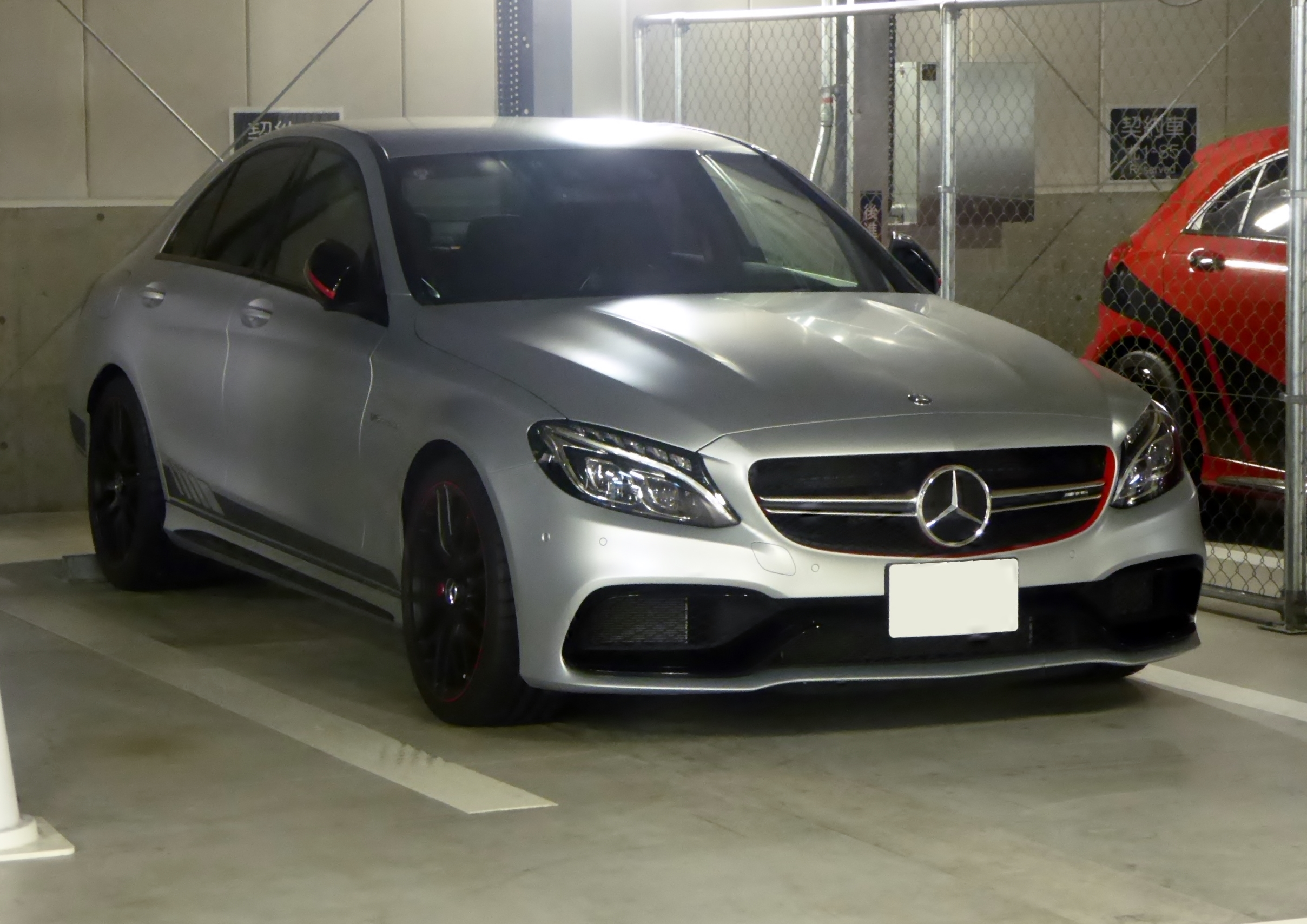
C 63 AMG (W 205)
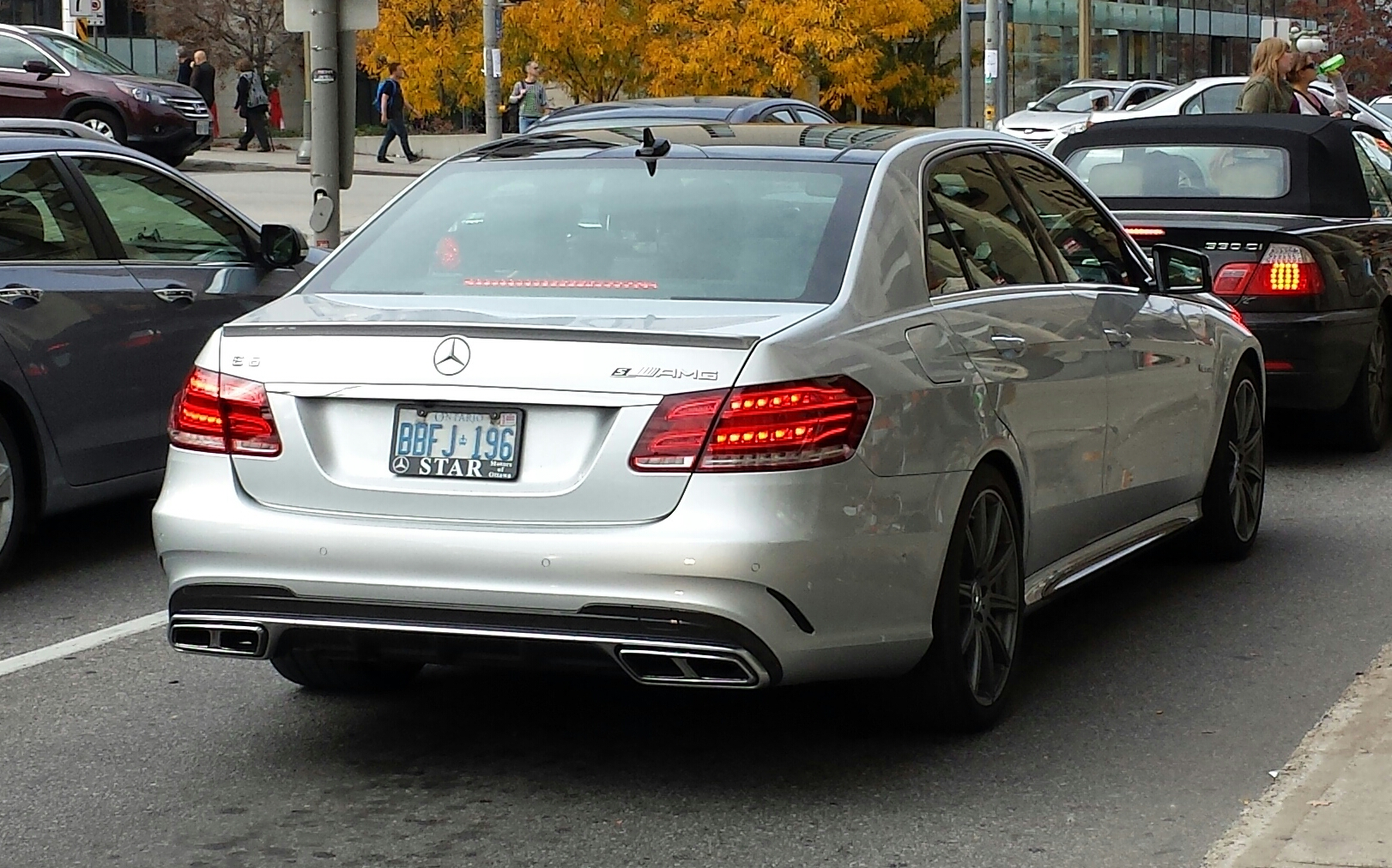
E 63 AMG S (W 212)
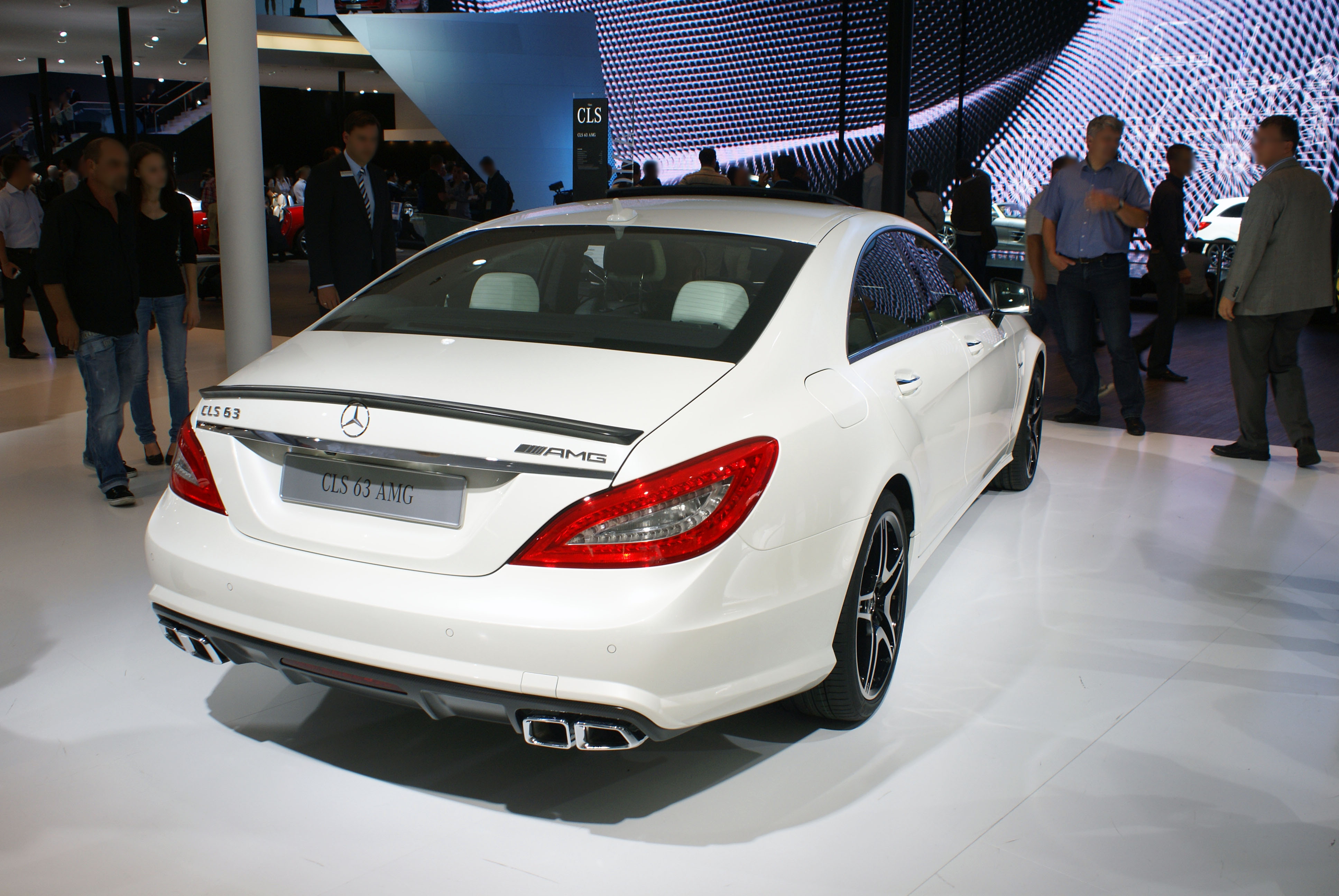
CLS 63 AMG (C 218)
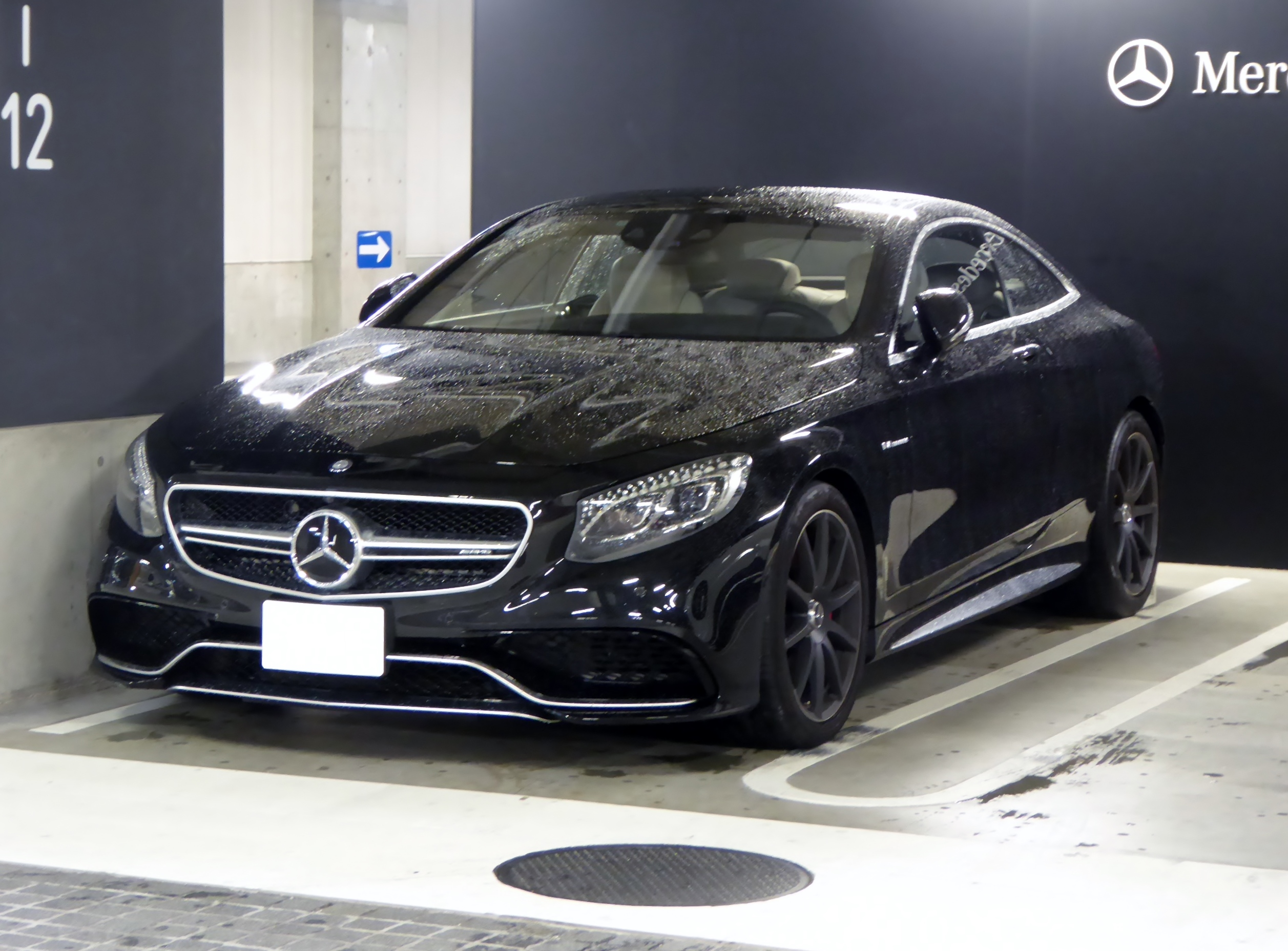
S 63 AMG 4matic Coupé (C 217)
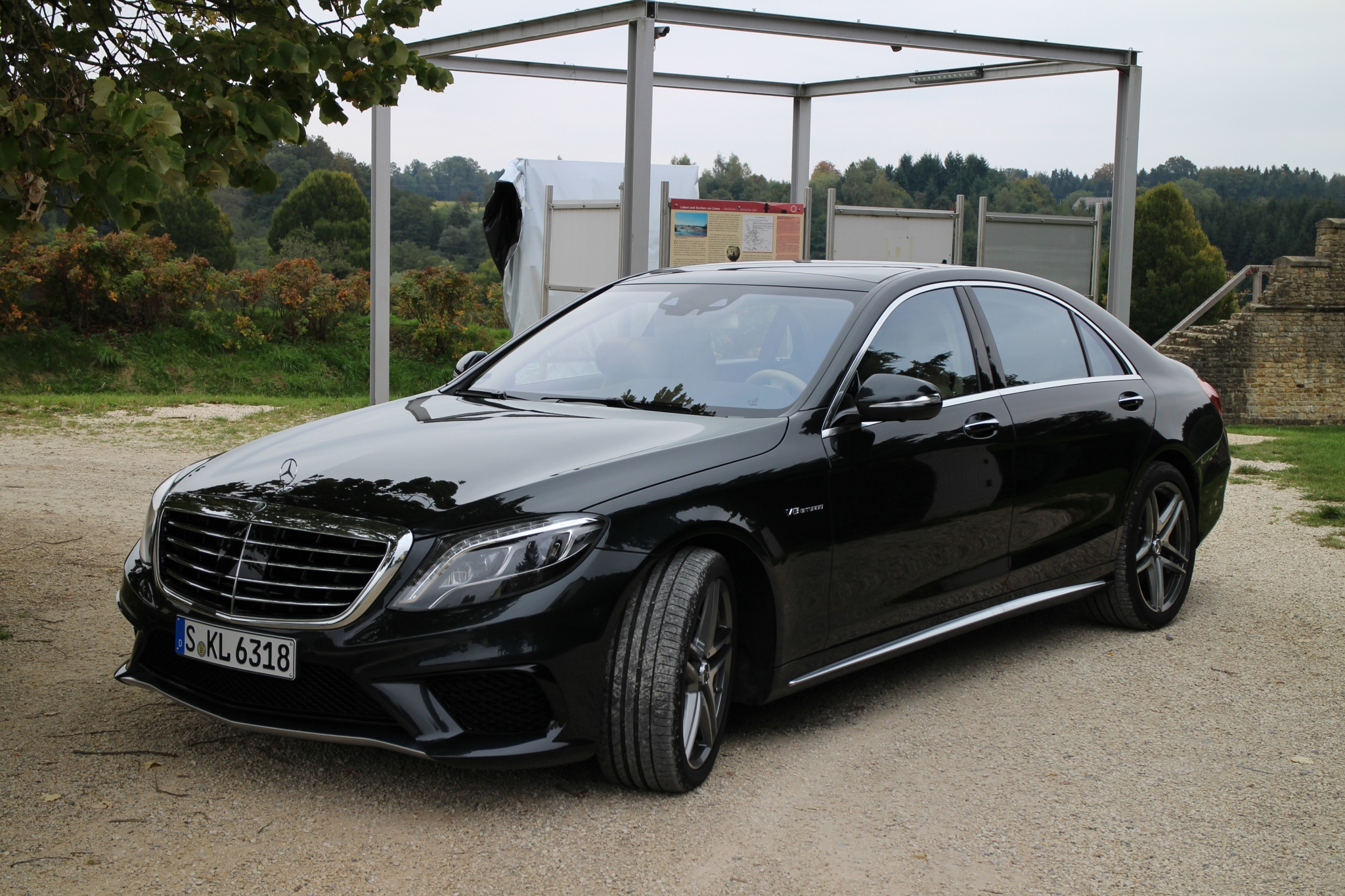
S 63 AMG (W 222)
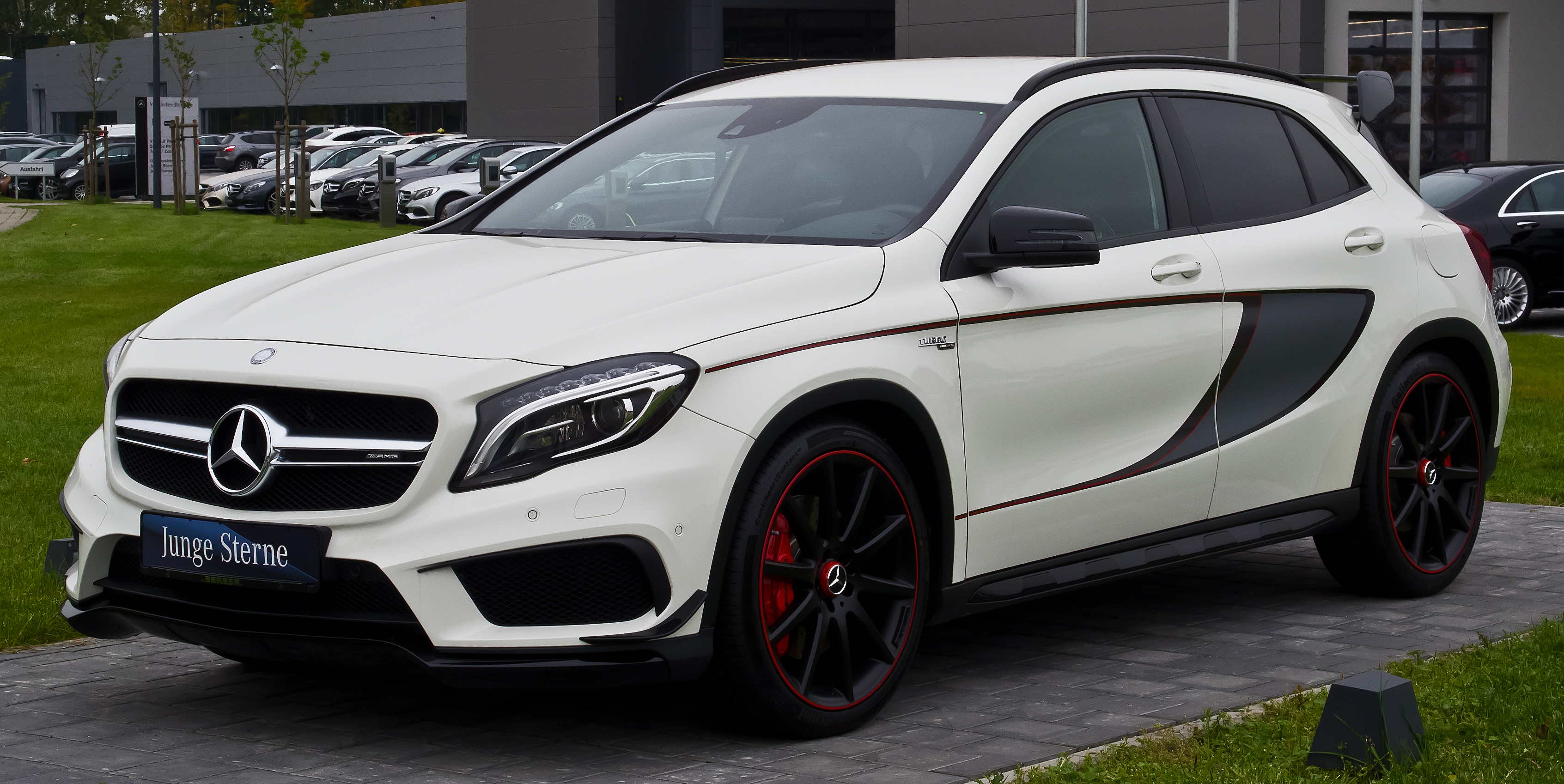
GLA 45 AMG 4matic (X156)
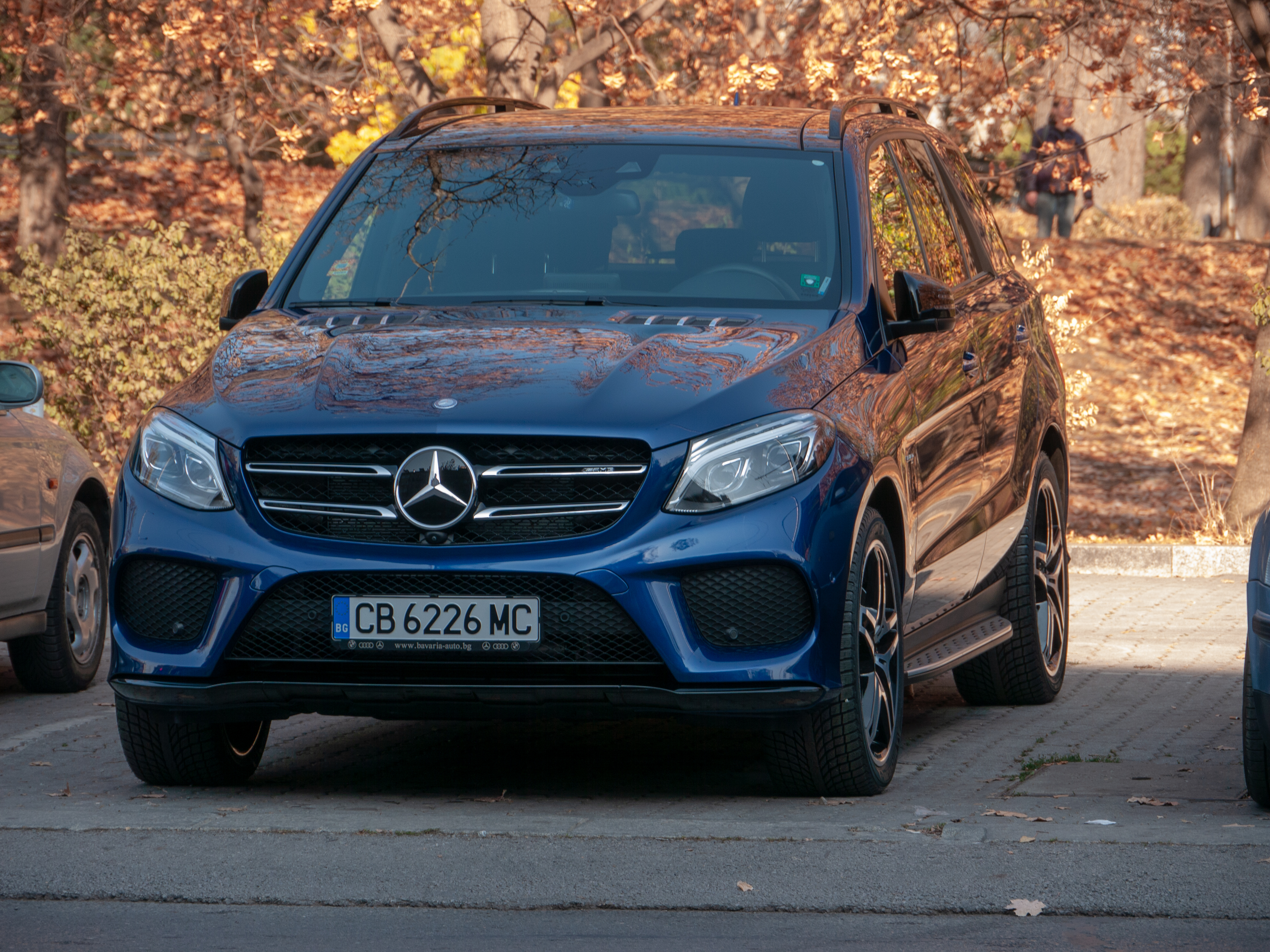
GLE 43 AMG (W 166)
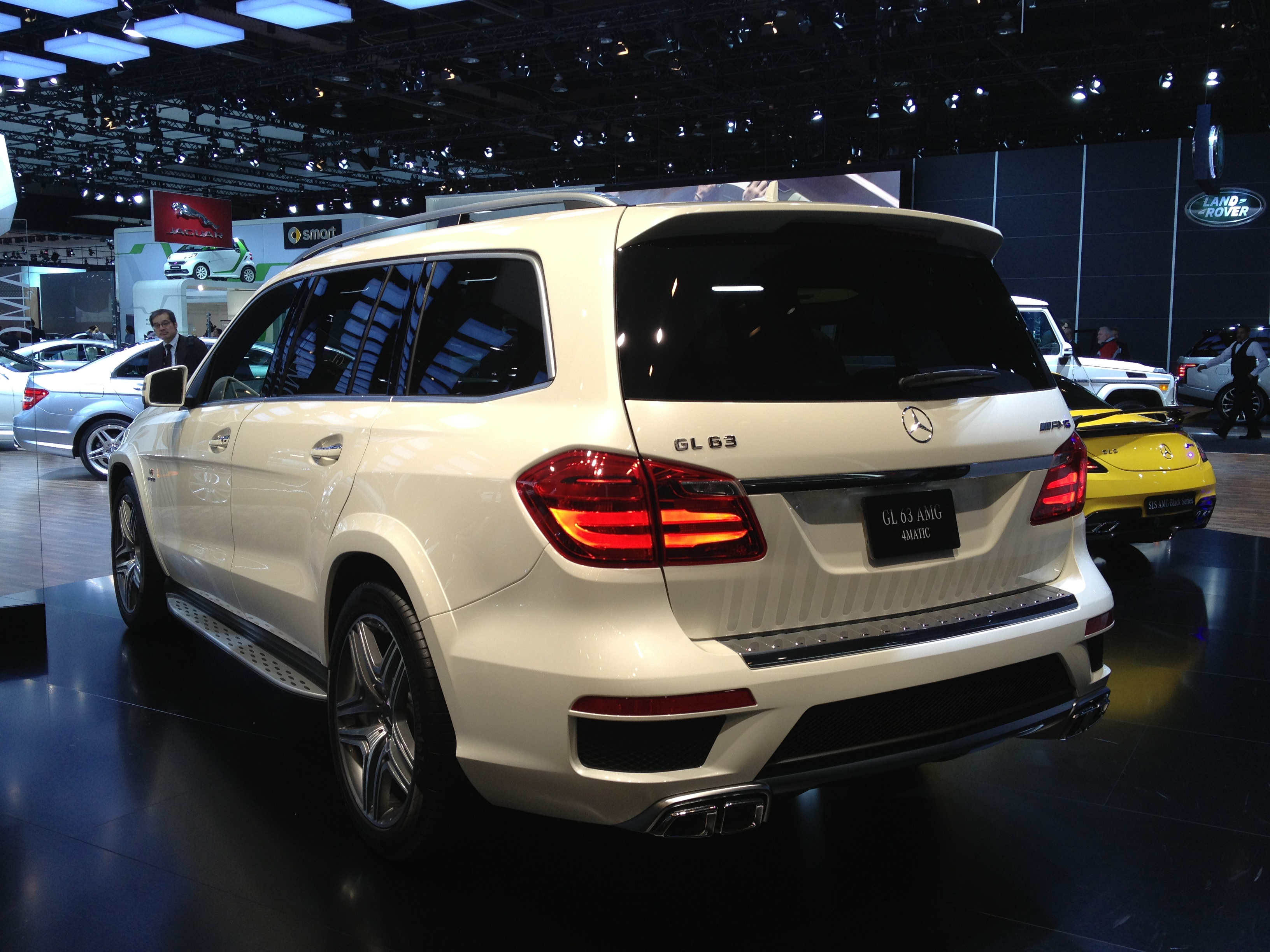
GL 63 AMG (X 166)
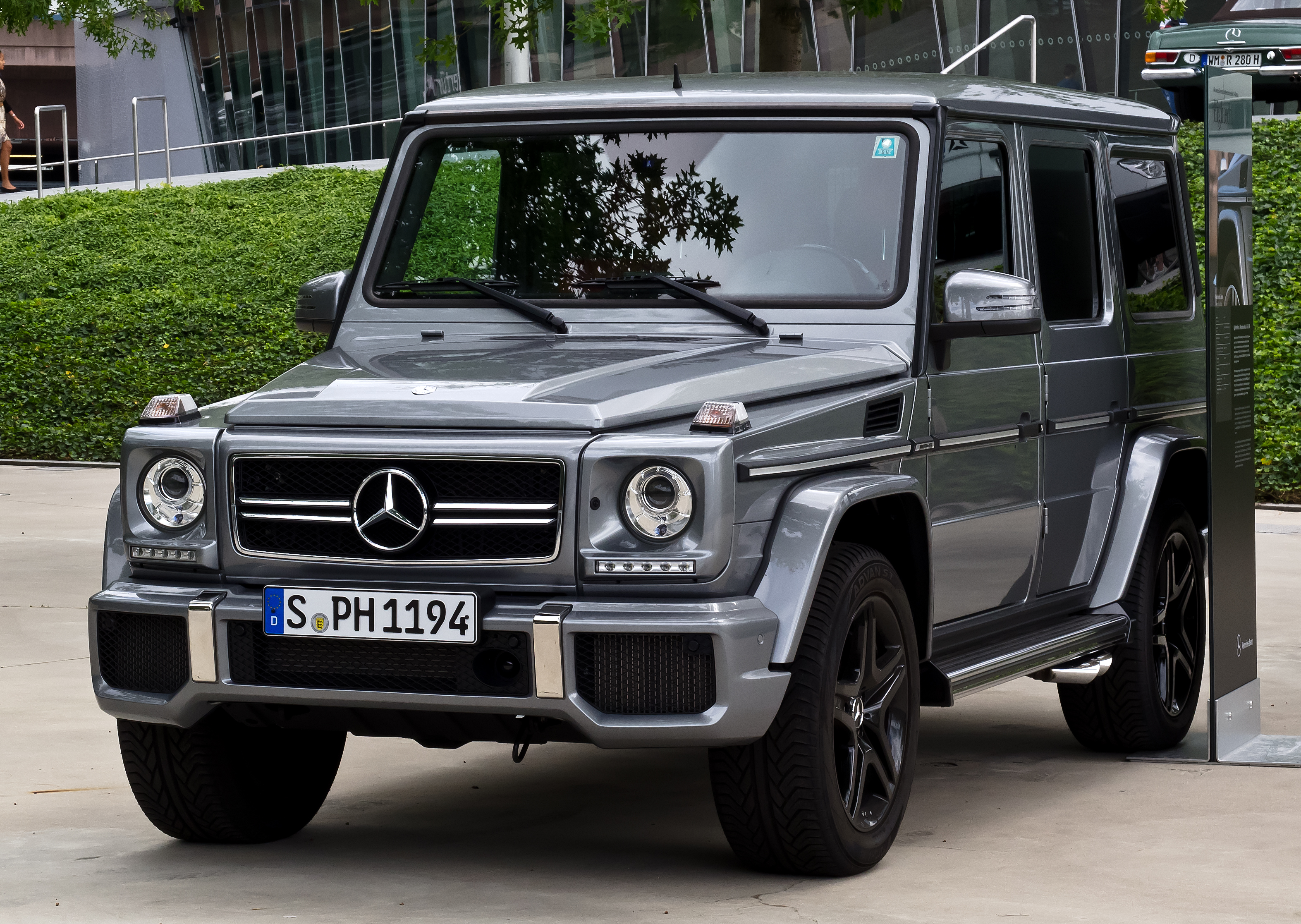
G 63 AMG (W 463)
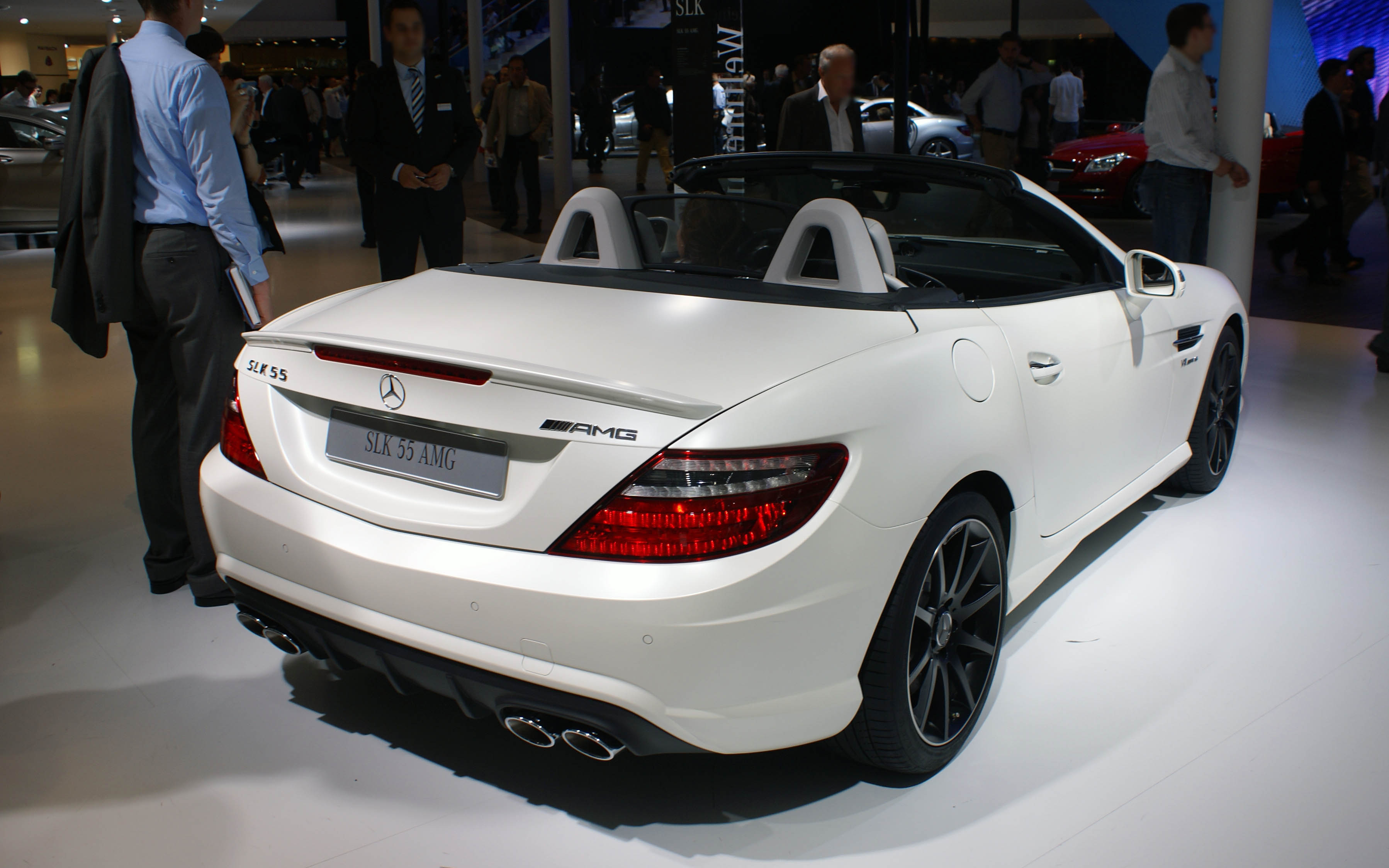
SLK 55 AMG (R 172)
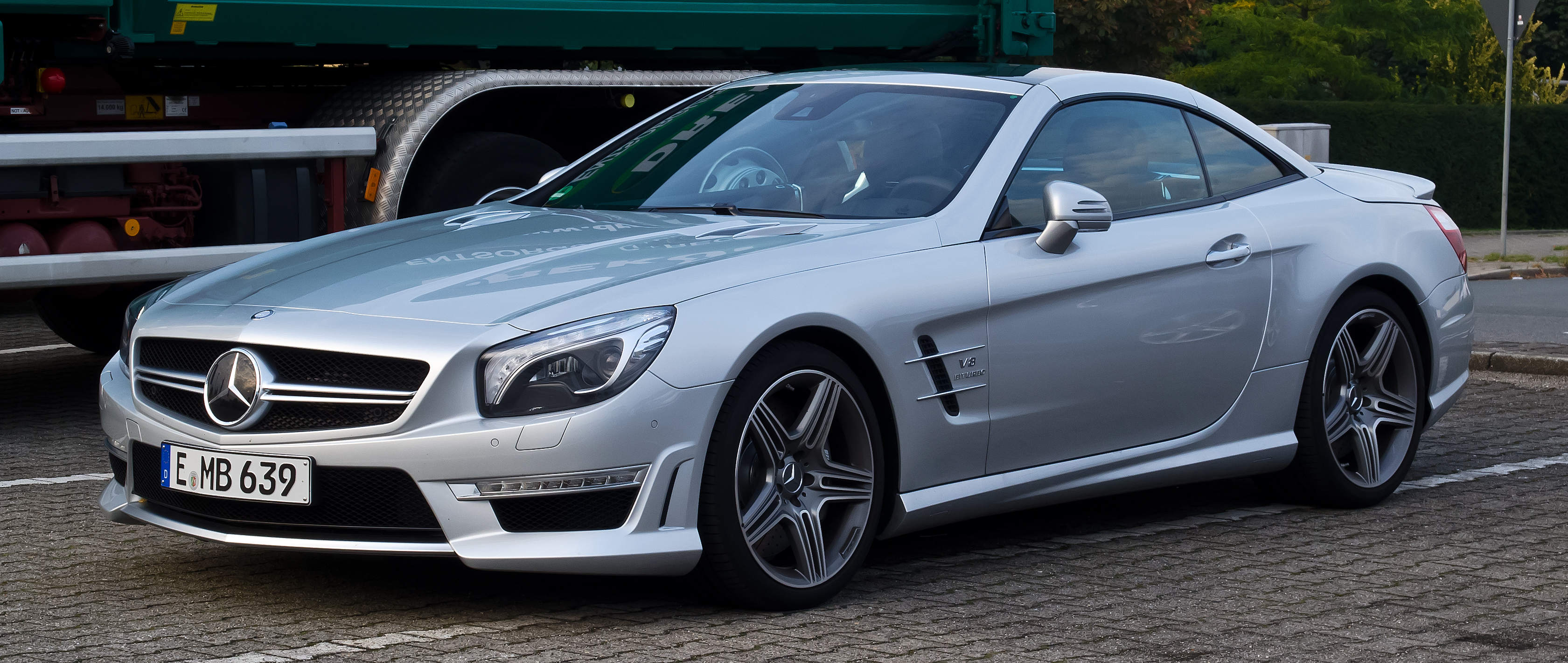
SL 63 AMG (R 231)
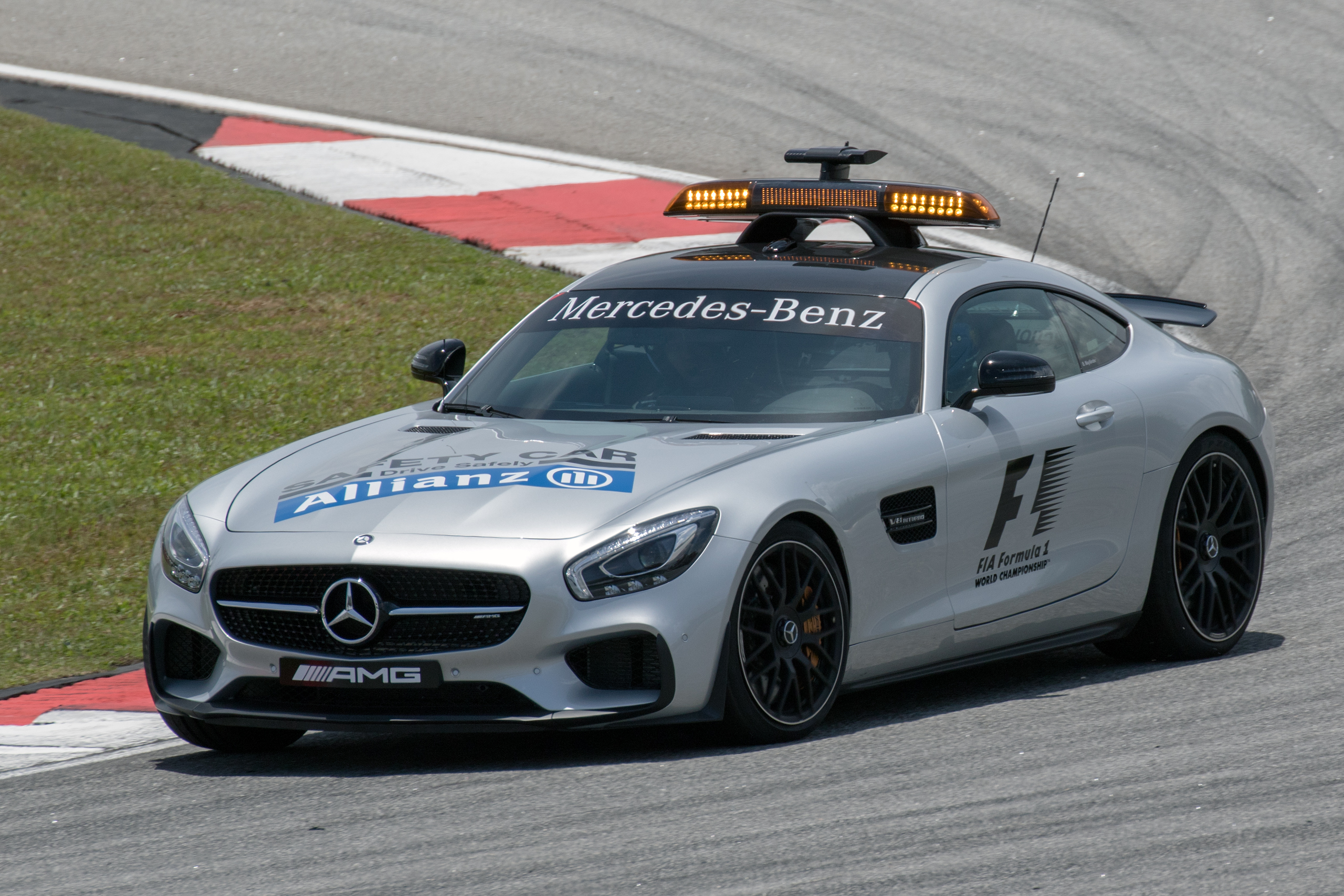
Mercedes-AMG GT

## Попередні моделі AMG
- 1986 Mercedes-Benz W126 560SEL 6L 32V AMG
- 1986 300E 5.6 «Hammer» AMG
- 1992 300E-24V 3.4L E34 і E34T AMG
- 1993 E320 3.6L E36 і E36T AMG
- 1993—1994 E60 AMG/500E 6.0 AMG (1992—1993)
- 1995—1998 C36 AMG

- 1995, 1998—2001 SL73 AMG
- 1996—1998 SL60 AMG
- 1998—2000 C43 AMG
- 1998—2002 CLK-GTR AMG

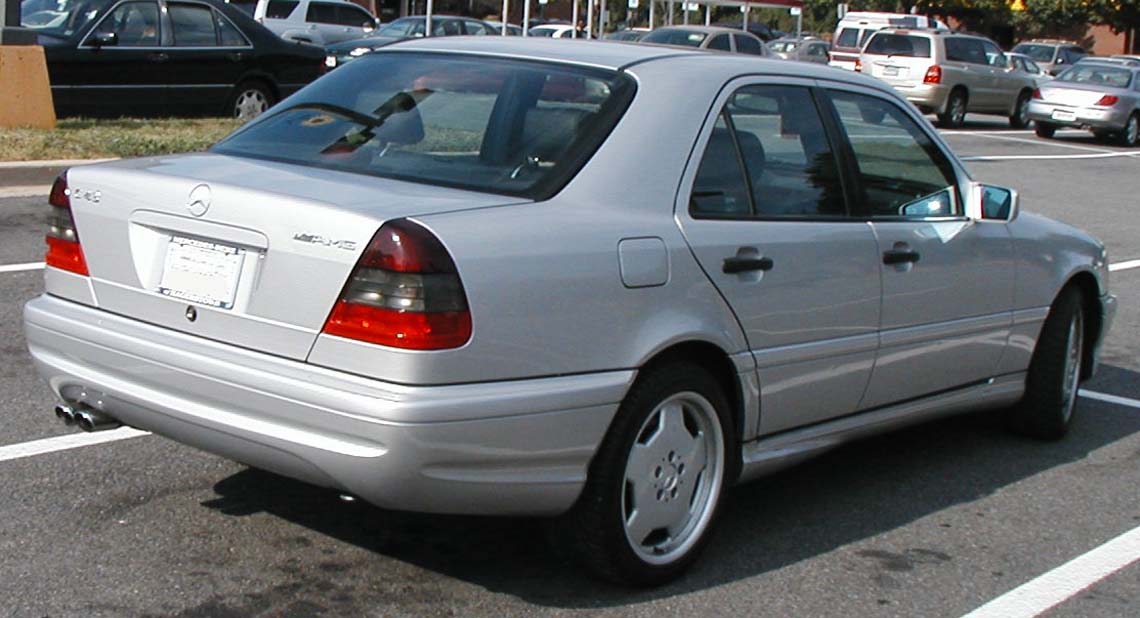
Mercedes-Benz C43 AMG

- 2001—2002 Mercedes-Benz G63 AMG V12
- 2000—2004 C32 AMG
- 2001—2004 SLK32 AMG

### 30
- OM612 3.0 L «30» I5 дизельна модель
- C30 CDI AMG

## Маркетинг
2008 рік став рекордним для компанії AMG, було реалізовано 24 200 автомобілів. Найважливіші ролі тут зіграли ринок США і Mercedes C 63 AMG. Перший забезпечив 38 % світових продажів, а другий став найпривабливішим автомобілем AMG — 8100 проданих автомобілів.

## Компанії, що також тюнінгують автомобілі Mercedes-Benz
- Lorinser
- Brabus
- Carlsson
- Kleemann
- Renntech

## Тюнінгові компанії
- AC Schnitzer
- Alpina
- Arden
- Audi S і RS серії
- Audi Sport GmbH (quattro GmbH)
- BMW M

## Зноски
1. ↑  YouTube Application Programming Interface
2. ↑  История AMG. Архів оригіналу за 9 грудня 2016. Процитовано 16 жовтня 2012.
3. ↑  Ким (01.11.2014). Компания Mercedes-AMG купила 25% акций MV Agusta. bikepost.ru (рос.) . Архів оригіналу за 11 березня 2018. Процитовано 03.11.2014.
4. ↑  AMG и M GmbH празднуют значительный рост продаж. Архів оригіналу за 3 червня 2009. Процитовано 3 квітня 2010.